# Benito Pereira
Pour les articles homonymes, voir Pereira.
Benito Pereira, aussi connu sous les noms Pereyra, Benet Perera, Benoît Pererius, Benedictus Pererius en latin, est un jésuite, philosophe, théologien et exégète espagnol, né à Ruzafa (officiellement Russafa), un quartier de Valence, en 1535, et mort à Rome le 6 mars 1610.

## Biographie
Benito Pereira est né dans un quartier de Valence en 1535. Il est entré à l'âge de 17 ans dans la Compagnie de Jésus qui l'a envoyé en Sicile puis à Rome où il s'est appliqué à l'étude de l'Écriture sainte et aux langues. Il a fait des commentaires sur la Genèse avec lesquels il explique le texte, examine les questions qu'on peut se poser sur l'histoire et donne les sentiments des Pères de l'Église. Il a fait des études semblables sur Daniel. Il a aussi écrit un traité contre les superstitions, c'est-à-dire la magie, l'interprétation des songes et l'astrologie judiciaire.
Benito Pereira a donné des cours de philosophie au Collegium romanum, de physique en 1558/1559, de métaphysique en 1559/1560 et 1560/1561, puis deux cycles complets de philosophie de trois années, avec la logique en 1561/1562, puis 1564/1565, la physique en 1562/1563 puis 1565/1566, et la métaphysique en 1563/1564 puis 1566/1567. Son enseignement a provoqué des controverses dont on soupçonne l'averroïsme dont il défend certaines thèses. La philosophie développée par les jésuites se veut aussi une réponse à la métaphysique protestante qui a essayé de concevoir la métaphysique comme une science de l'être en enlevant tous les éléments hétérogènes de la métaphysique aristotélicienne. Benito Pereira a été le premier à séparer la métaphysique conçue comme une science de l'être de la théologie naturelle vue comme une scientia particularis.
Dans ses cours au Collegium romanum, il s'est opposé à Christophorus Clavius, qui enseignait les mathématiques et l'astronomie au Collegium romanum, sur la nature des mathématiques. Ce dernier a demandé d'accorder une place plus importante aux mathématiques dans les collèges des jésuites. Pour Clavius, les mathématiques, le raisonnement mathématique est différent du syllogisme, aussi demandait-il de détacher l'enseignement des mathématiques de celui de la philosophie dont il dépendait depuis le Moyen Âge. Parmi les thèses avérroîstes qu'il défend, Benito Pereira s'est opposé à l'utilisation des mathématiques pour l'étude de la nature.
Dans l'étude des premiers manuscrits de Galilée, William A. Wallace a noté l'influence de l'enseignement des premiers philosophes du Collegium romanum, Francisco de Toledo (Franciscus Toletus) et Pereira, dont les premiers livres de philosophie naturelle sont publiés dans les années 1560/1570.
En 1576, il a publié son livre le plus connu, De Communibus omnium rerum naturalium Principiis et Affectionibus. Ce titre renvoie à des publications de philosophie naturelle de philosophes de la fin de la Renaissance comme l'anti-aristotélicien Bernardino Telesio qui a publié De rerum natura iuxta propria principia (publié en 1565), Pietro Pomponazzi avec De naturalium effectuum causis sive de incantationibus (publié en 1567) ou Simon Portius (Porzio) avec De rerum naturalium principiis (1553). Ces livres veulent rendre compte des principes de toute chose dans la nature. Le livre reprend ses cours de philosophie en partant des commentaires de la Physique d'Aristote et a pour but de donner un enseignement complet de la philosophie et des matières scientifiques avec la volonté de répondre à la philosophie de la Renaissance, y compris les philosophes non-aristotéliciens.

## Publications

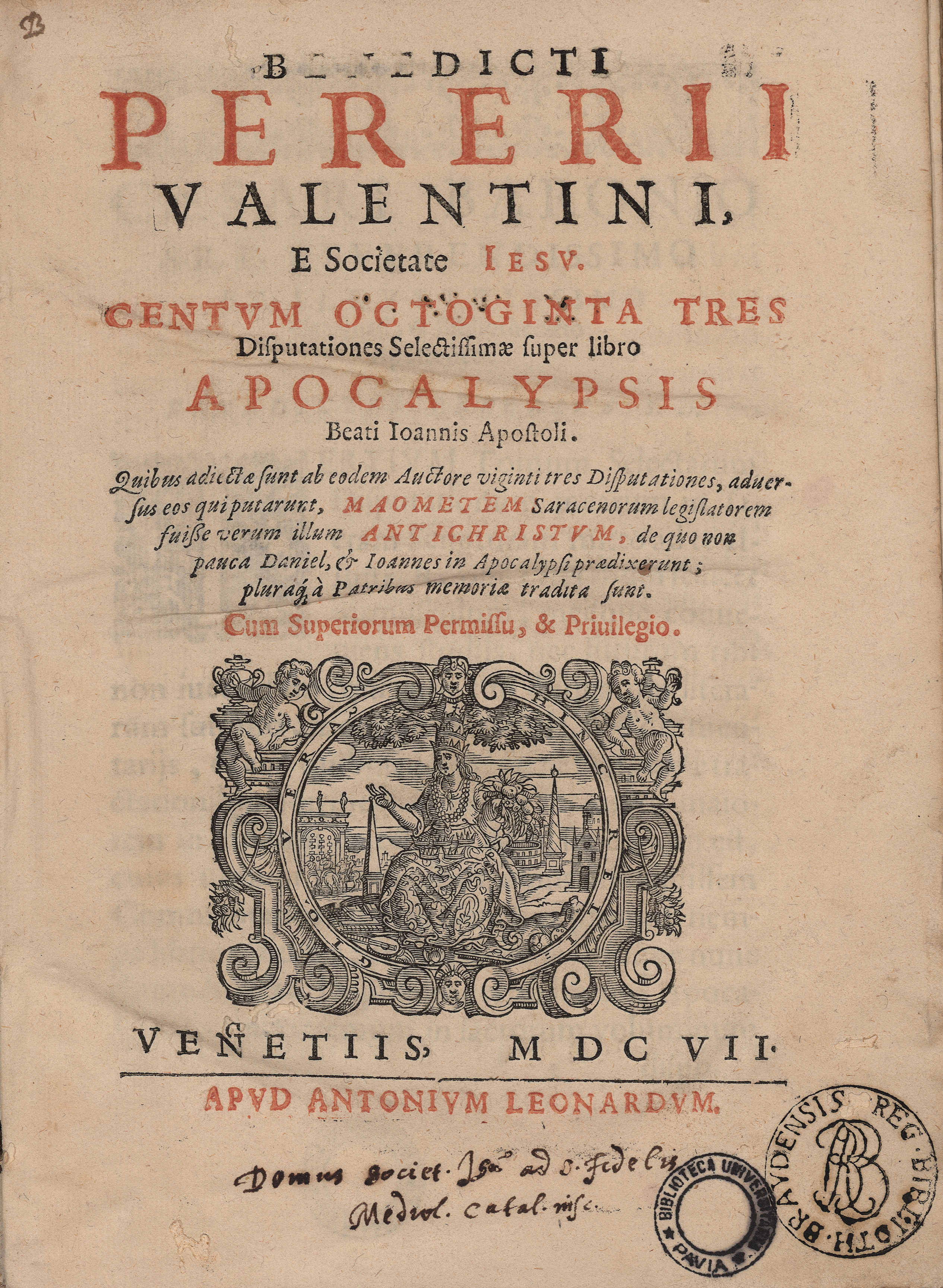
Centum octoginta tres disputationes selectissimae super libro Apocalypsis (1607)

- Commentariorum in Danielem prophetam libri sexdecim, Rome, 1587
- Prior tomus commentariorum & disputationum in Genesim continens historiam Mosis ab exordio mundi usque ad Noarticum diluvium septen libris explanatum, Rome, in aedibus Populi Romani, 1589.
- De communibus omnium rerum naturalium Principiis et Affectionibus, libri quindecim : qui plurimum conferunt ad eos octo libros Aristotelis, qui De physico auditu inscribuntur intelligendos..., Venise, Andream Muschium, 1591.
- Adversus fallaces et superstitiosas artes, id est, de magia, de observationum somniorum et de divinatione astrologica libri tres, Ingolstadt,
- Tertius tomus Commentariorum in Genesim. Super historia centum annorum, quam de sanctissimo patriarcha Abraham scripsit Moses, à capite duodecimo, vsque ad vigesimum quintum. Continet hic tertius tomus, praeter copiosam verborum et sententiarum Mosis expositionem, amplius nonaginta principales disputationes, ad exactiorem atque vberiorem eiusdem historiae tractatum & cognitionem pertinentes, Rome, Typographia vaticana, 1595.
- Quartus tomus selectarum disputationum in sacram Scripturam: qui est prior tomus disputationum in Euangelium B. Ioannis super nouem primis eius Euangelij capitibus, ducentas & quatuordecim disputationes continens, Lyon, sumptibus Horatij Cardon, 1608.
- Quintus tomus selectarum disputationum in sacram Scripturam: qui est secundus tomus disputationum in Euangelium B. Ioannis, continens centum quadraginta quatuor disputationes, Lyon, sumptibus Horatij Cardon, 1610.
- Centum octoginta tres disputationes selectissimae super libro Apocalypsis beati Ioannis Apostoli. Quibus adiectae sunt ab eodem auctore viginti tres disputationes, aduersus eos qui putarunt, Maometem Saracenorum legislatorem fuisse verum illum Antichristum, Venise, Antonium Leonardum, 1607.
- Elucidarium sacrae theologiae moralis et juris utriusque : exponens universum idioma, id est proprietatem sermonis theologici, canonici, & civilis ... , Venise, sumptibus Combi & Lanouii, 1678.
- Quartus tomus Commentariorum in librum Genesis. A capite vigesimo quinto vsque ad quinquagesimum, & finem libri. Hic porro quartus tomus, praeter copiosam verborum, & sententiarum Moysis expositionem, continet centum & vndecim principales disputationes, Rome, Aloysium Zannettum sumptibus Ioannis Antonij Franzini & haeredum Hieronymi Franzini. 1599.
- Commentariorum et disputationum in Genesim tomus secundus continens nouem libros circa historiam Mosis de diluuio, Arca Noe, aedificatione turris Babel; Confusione linguarum, alijsque vsque ad Vocationem Abrahae, id est, à capite quinto vsque ad duodecimum. Adiectus est praeterea huic tomo, liber eiusdem auctoris de benedictionibus duodecim Patriarcharum, Rome, Typographia Aloysij Zannetti, 1592.
- Exodus, 137 dissertations, Ingolstadt, 1601
- Secundus tomus selectarum disputationum in Sacram Scripturam, continens centum octoginta octo disputationes super Epistola beati Pauli ad Romanos, Ingolstad, typographia Adami Sartorij, 1603.